# Liste des évêques de Crotone
Cette liste recense les évêques qui se sont succédé à la tête du diocèse de Crotone jusqu'en 1986, date de la fusion avec l'archidiocèse de Santa Severina pour donner l'archidiocèse de Crotone-Santa Severina. 

## Évêque de Crotone
- Maiorico (mentionné en 494)
- Flaviano (vers 537-550)
- Giordano (mentionné en 551)
- Anonyme (? -592)
- Teodosio (mentionné en 649)
- Pietro (mentionné en 680)
- Teotimo (mentionné en 787)
- Niceforo (mentionné en 870)
- Anonyme (Xe siècle)
- Atanasio (mentionné en 1121)
- Filippo (1159-1179)
- Anonyme (mentionné en 1199)
- Giovanni I (1216-1223)
- Romualdo (mentionné en 1235/1240)
  - Mauro (illégitime)
- Nicola da Durazzo (1254-1266/1267)
  - Siège vacant (1267-1273)
- Federico (1274-1280)
- Giovanni II (? -1346)
- Guglielmo (1346-1348)
- Nicola Malopera (1348-1357)
- Bernardo de Agrevolo, O.P (1358- ?)
- Giovanni III, O.F.M (1365- ?)
- Rinaldo (1372-1402)
- Antonio Spolitano (1402- ?)
- Lorenzo (1410-1427)
- Giordano da Lavello (1427-1439)
- Galeazzo Quattromani (1440-1444)
- Crucheto, O.F.M (1444-1457)
- Guglielmo de Franciscis (1457-1462)
- Giovanni Antonio Campano (1462-1463), nommé évêque de Teramo
- Martino (1464-1465)
- Antonio Caffaro (1465- ?)
- Bernardo de Ruggeri (1473-1480)
- Giovanni da Viterbo (1481-1496)
- Andrea della Valle (1496-1508), nommé évêque de Mileto
- Antonio Lucifero (1508-1521)
- Andrea della Valle (1522-1524) (pour la seconde fois)
- Giovanni Matteo Lucifero (1524-1551)
- Pietro Paolo Caporella, O.F.M.Conv (1552-1556)
- Francisco Aguirre (1557-1564), nommé évêque de Tropea
- Antonio Minturno (1565-1574)
- Cristóbal Berrocal (1574-1578)
- Marcello Maiorana, C.R (1578-1581), nommé évêque d'Acerra
- Giuseppe Faraoni (1581-1588)
- Mario Bolognini (1588-1591), nommé archevêque de Salerne
- Claudio de Curtis (1591-1595)
- Juan López, O.P (1595-1598) évêque de Monopoli
- Tommaso Monti, C.R (1599-1608)
- Carlo Catalani (1610-1622)
- Diego Cabeza de Vaca (1623-1625)
  - Siège vacant (1625-1628)
- Niceforo Melisseno Comneno (1628-1635)
  - Siège vacant (1635-1638)
- Juan Pastor, O.M (1638-1664)
- Girolamo Carafa, C.R (1664-1683)
  - Siège vacant (1683-1690)
- Marco de Rama, O.S.A (1690-1709)
  - Siège vacant (1709-1715)
- Michele Guardia (1715-1718)
- Anselmo de la Peña, O.S.B (1719-1723), nommé évêque d'Agrigente
- Gaetano Costa, O.F.M (1723-1753)
- Domenico Zicari (1753-1757), nommé archevêque de Reggio de Calabre
- Mariano Amato (1757-1765)
- Bartolomeo Amoroso (1766-1771)
  - Siège vacant (1771-1774)
- Giuseppe Capocchiani (1774-1788)
  - Siège vacant (1788-1792)
- Ludovico Ludovici, O.F.M (1792-1797), nommé évêque de Policastro
- Rocco Coiro (1797-1812)
  - Siège vacant (1812-1818)
- Domenico Fendale (1818-1828)
- Zaccaria Boccardo (1829-1833)
- Leonardo Todisco Grande (1834-1849), nommé évêque d'Ascoli Satriano et Cerignola
- Gabriele Ventriglia d'Alife (1849-1852), nommé évêque de Caiazzo
- Luigi Sodo (1852-1853), nommé évêque de Telese-Cerreto Sannita
- Luigi Laterza (1853-1860)
- Luigi Maria Lembo (1860-1883)
- Giuseppe Cavaliere (1883-1899)
- Emanuele Merra (1899-1905), nommé évêque de San Severo
  - Siège vacant (1905-1909)
- Saturnino Peri (1909-1920), nommé évêque d'Iglesias
  - Siège vacant (1920-1925)
- Carmelo Pujia (1925-1927), nommé archevêque de Reggio Calabria
- Antonio Galati (1928-1946)
- Pietro Raimondi (1946-1971)
  - Siège vacant (1971-1973)
- Giuseppe Agostino (1973-1986), nommé archevêque de Crotone-Santa Severina